# Clubiona desecheonis
Clubiona desecheonis är en spindelart som beskrevs av Alexander Petrunkevitch 1930. Clubiona desecheonis ingår i släktet Clubiona och familjen säckspindlar.
Artens utbredningsområde är Puerto Rico. Inga underarter finns listade i Catalogue of Life.